# 서경 151도
서경 151도(西經151度)는 본초 자오선에서 서쪽으로 151도 떨어진 경선이다. 북극점에서 시작하여 북극해, 알래스카, 태평양, 남극해, 남극을 거쳐 남극점에 이른다.
서경 151도는 동경 29도와 이어져 지구의 둘레를 이룬다.

## 지나가는 지역
북극점에서 남극점까지 서경 151도선은 다음 지역을 지나간다.
| 좌표                                                    | 나라, 지역, 해역    | 주석                                   |
| ------------------------------------------------------- | ------------------- | -------------------------------------- |
| 북위 90° 0′ 서경 151° 0′  / 북위 90.000° 서경 151.000°  | 북극해              |                                        |
| 북위 72° 11′ 서경 151° 0′  / 북위 72.183° 서경 151.000° | 보퍼트해            |                                        |
| 북위 70° 24′ 서경 151° 0′  / 북위 70.400° 서경 151.000° | 미국                | 알래스카주                             |
| 북위 61° 11′ 서경 151° 0′  / 북위 61.183° 서경 151.000° | 쿡 해협             |                                        |
| 북위 60° 49′ 서경 151° 0′  / 북위 60.817° 서경 151.000° | 미국                | 알래스카주 — 키나이 반도               |
| 북위 59° 12′ 서경 151° 0′  / 북위 59.200° 서경 151.000° | 태평양              |                                        |
| 남위 23° 22′ 서경 151° 0′  / 남위 23.367° 서경 151.000° | 프랑스령 폴리네시아 | 후아히네 섬                            |
| 남위 23° 24′ 서경 151° 0′  / 남위 23.400° 서경 151.000° | 태평양              |                                        |
| 남위 60° 0′ 서경 151° 0′  / 남위 60.000° 서경 151.000°  | 남극해              |                                        |
| 남위 76° 58′ 서경 151° 0′  / 남위 76.967° 서경 151.000° | 남극                | 뉴질랜드가 영유권을 주장하는 로스 속령 |

## 같이 보기
- 서경 150도
- 서경 152도